# Garry Herbert
Garry Gerard Paul Herbert (* 3. Oktober 1969 in London) ist ein ehemaliger britischer Steuermann im Rudersport, der 1992 Olympiasieger im Zweier mit Steuermann war.

## Karriere
Herbert steuerte den britischen Achter bei den Junioren-Weltmeisterschaften 1987 auf den vierten Platz. Seinen ersten Einsatz bei Ruder-Weltmeisterschaften in der Erwachsenenklasse hatte Herbert 1991, als er mit dem britischen Achter die Bronzemedaille gewann. 1992 bildete er mit Gregory Searle und Jonathan Searle aus dem 1991er Achter einen Zweier mit Steuermann. Im Finale der Olympischen Regatta 1992 von Barcelona besiegten die Briten den italienischen Zweier mit Carmine Abbagnale, Giuseppe Abbagnale und Giuseppe Di Capua, der diese Bootsklasse in den 1980er Jahren dominiert hatte. Die Gebrüder Searle und Steuermann Herbert siegten auch bei den Ruder-Weltmeisterschaften 1993 in Račice u Štětí. Während die Searles ab 1994 im ungesteuerten Vierer ruderten, wechselte Garry Herbert zurück in den Achter, nach einem achten Platz bei den Weltmeisterschaften 1994 und einem sechsten Platz 1995 verpasste der britische Achter bei den Olympischen Spielen 1996 das Finale und belegte als Zweiter des B-Finales insgesamt den achten Platz.